# Classe Fridtjof Nansen
Le cinque fregate antisommergibile della classe Fridtjof Nansen o F85 sono le maggiori navi di superficie della Marina norvegese. Portano i nomi di famosi esploratori norvegesi. Il progetto delle navi è dei cantieri spagnoli Navantia, costruttrice delle fregate antiaeree spagnole Classe Álvaro de Bazán, dalle quali le norvegesi sono state derivate. Il costo delle cinque fregate è ammontato a 21 miliardi di corone norvegesi.

## Storia
Sul finire degli anni novanta la Marina Norvegese avvertì l'esigenza di sostituire le quattro vecchie fregate classe Oslo. Principale compito delle nuove unità rimaneva la lotta ASW, anche se non venivano trascurati i nuovi scenari di dispiegamento in acque lontane al seguito di missioni multinazionali; per queste ultime attività, caratterizzate da lunghe crociere lontane dalle basi navali, venivano richiesti ampi spazi a bordo (per fornire una buona abitabilità all'equipaggio) e una discreta capacità antiaerea.
Venne quindi indetto un concorso internazionale al quale risposero 14 gruppi industriali; solo tre proposte arrivarono alla fase finale: il gruppo Blohm & Voss tedesco, il gruppo spagnolo Bazán (ora Navantia) e la cordata norvegese guidata da Kronsberg. Venne scelta la proposta spagnola denominata F85, un progetto derivato dalle fregate F100, essenzialmente perché ritenuta la più economica.
Le prime tre unità sono state costruite parte in Spagna e parte in Norvegia, le ultime due tutte in Spagna a causa del fallimento dei cantieri scandinavi Mjellen & Karlsen.

## Caratteristiche della piattaforma
Le navi, pur derivando dalle spagnole F100, progettate anch'esse da Navantia, presentano dimensioni leggermente ridotte. Sono difatti lunghe 132 metri, larghe 16,8 e hanno un'immersione di 4,6 metri, per un dislocamento di 5130 tonnellate. Tale scelta deriva dalla decisione di equipaggiare le unita con il sistema Aegis progettato per le fregate e non per i cacciatporpediniere: infatti il radar imbarcato è il SPY-1F, e non il più prestante (e pesante) SPY-1D presente sui Burke americani, sui Kongo giapponesi, sui KDX III sudcoreani e sulle già citate navi spagnole.
Il disegno, come in tutte le costruzioni dagli anni novanta in poi, è fortemente stealth, con le aperture limitate allo stretto indispensabile e forme continue nelle sovrastrutture. Tutta l'opera morta presenta pareti inclinate al fine di riflettere le onde radar in una direzione diversa dalla sua provenienza.
Lo scafo presenta una leggera insellatura a prua che raggiunge circa i 1/3 della lunghezza della nave; sono presenti 13 compartimenti stagni. A prua è collocato sia l'armamento artiglieresco principale che il lanciatore a 8 celle. Dietro di esso è presente la plancia finestrata, sovrastata dal mast ospitante il radar a quattro facce SPY-1F. La collocazione dell'albero è simile alle già citate F100 spagnole. Contrariamente a queste ultime, i due fumaioli sono collocati in posizione più arretrata, soluzione dovuta alla diversa disposizione della sala macchine. Nel primo fumaiolo scarica la turbina a gas, menture nel secondo escono gli scarichi dei motori diesel.
Dietro il secondo fumaiolo è collocato l'hangar che ospita un elicottero medio tipo NH-90, anche se il ponte di volo può accogliere elicotteri pesanti fino a 15t.
La stabilità dello scafo è assicurata da due timoni e due pinne stabilizzatrici.
L'apparato propulsivo è di tipo CODAG, con una turbina General Electric LM2500 per gli spunti di velocità e due diesel per le andature di crociera. La soluzione, ancorché più performante della soluzione CODOG, risulta più complessa di quest'ultima, poiché si deve collegare una turbina di grande potenza a due assi e ai due diesel mediante vari ingranaggi riduttori. Peraltro aver dotato le fregate classe Nansen di una sola turbina a gas limita la velocità massima al poco entusiasmante valore di 26 nodi.

## Elettronica ed sistemi d'arma
Compito primario delle fregate F85 è, come tradizione per la Marina Norvegese, la lotta antisommergibile. Ne segue che la suite antisommergibile è completa e allo stato dell'arte. Il sonar di chiglia è lo SPHERION UMS 4131S, che garantisce un buon segnale di ritorno anche con mare agitato grazie alla stabilizzazione elettronica. Il sonar rimorchiato invece è il Captas MK II V1, adottato anche dai cacciatorpediniere sudcoreani KDX III. L'arma antisommergibile scelta per queste fregate è il siluro leggero Stingray, arma moderna, già adottata dalla Royal Navy, ma non equiparabile ai più moderni franco-italiani MU-90 Impact per portata e velocità. Lo Sting Ray è lanciabile sia dai quattro tubi lanciasiluri presenti a bordo, che dall'elicottero NH-90 presente a bordo. Proprio la componente elicotteristica è l'altra arma antisommergibile per eccellenza di queste fregate: la scelta infatti del moderno elicottero europeo, dotato di suite antisommergibile completa, dimostra quale siano le priorità di impiego per la marina norvegese. Per equipaggiare queste unità, la Norvegia ha acquistato sei elicotteri NH-90 versione NFH (altri otto andranno alla Guardia Costiera) per rimpiazzare i vecchi Westland Lynx; a gennaio 2013 solo un elicottero era stato consegnato, con ripercussioni sensibili sulla flessibilità di tali unità.
Rispetto alle F100 spagnole, la componente antiaerea è secondaria, tanto che la Marina Norvegese ha scelto un sistema AEGIS meno performante di quello imbarcato sulle unità spagnole, giapponesi e sudcoreane. Questo "mini-AEGIS", come viene informalmente chiamato, dispone del radar SPY-1F, che ha una superficie ridotta dei 2/5 rispetto alla versione SPY-1D, e possiede solo 2 canali contro i 4 del "fratello maggiore". Ancora, le fregate norvegesi dispongono solo di due radar guidamissili contro i tre presenti sui caccia delle altre marine dotate di sistema AEGIS, ancorché siano i più moderni TIP invece che i meno recenti Mk99. Infine non sono imbarcati i missili Standard SM-2 con raggio d'azione di oltre 70 km, bensì i più modesti RIM-162 ESSM Evolved Sea Sparrow Missile, con gittata di 35 km, imbarcabili però in gruppi di quattro (quadpack) nelle otto celle del lanciatore verticale mk.41. Di fatto quindi le capacità delle F85 norvegesi sono limitate alla difesa aerea di zona e non di teatro, e sono prive di qualsiasi capacità antimissile balistico (ATBM). Va comunque sottolineato che la possibilità di imbarcare il missile Standard SM-2 è sempre possibile vista la piena compatibilità del sistema AEGIS e del lanciatore VLS mk 41; inoltre, accanto all'unico lanciatore c'è lo spazio per installare un secondo modulo ottuplo, così da portare la dotazione dell'armamento missilistico a 64 missili RIM-162 ESSM o 16 missili Standard SM-2 o una combinazione di entrambi (ogni cella ospita o un SM-2 o quattro ESSM). Questa scelta deriva dalla valutazione della Marina Norvegese che ritiene al momento non necessaria un incremento delle capacità AAW delle sue navi, ma che in futuro con a seguito di un eventuale cambio degli scenari operativi la cosa potrebbe rivelarsi utile: meglio quindi avere spazi a bordo vuoti per incrementare le munizioni delle navi che non dover costruire nuove unità. Tale approccio d'altra parte è condiviso da molte nazioni occidentali, compresa la Marina Militare, che ha lasciato "spazi vuoti" sui cacciatorpediniere classe Orizzonte proprio in attesa di vedere come evolverà la minaccia nel prossimo futuro.
Il Sistema AEGIS imbarcato sulle F85 si avvale di 11 consolle della norvegese Kronsberg per presentare la situazione tattica.
Per la lotta antinave (ASuW) le fregate classe Nansen si avvalgono di otto lanciatori per missili Naval Strike Missile: queste armi, di concezione norvegese della ditta Kronsberg, sono entrati in servizio nel 2012, e sim possono annoverare fra le migliori della categoria. Lunghi 3,95 metri, spinti da un turbojet Microturbo TRI-40, hanno una gittata di oltre 180 km. Il profilo stealth e il profilo d'attacco "a pelo d'onda" (sea skimming) li rende difficili da scoprire e complica la difesa dell'obiettivo. Come le più recenti armi antinave, può essere impiegato anche contro obiettivi terrestri, conferendo alle fregate norvegesi anche una capacità di "land strike".
A completare la dotazione, le fregate norvegesi dispongono dell'ormai classico Otobreda 76/62 nella versione Super Rapido, anche se la Marina Norvegese non ha acquistato le speciali munizioni antimissile DART per il sistema Davide. Il cannone ha principalmente funzione antinave.
Per difendersi da imbarcazioni leggere, le F85 sono poi dotate di quattro mitragliere da 12,7 a comando remoto SEA PROTECTOR, che evitano che l'equipaggio si esponga all'offesa del nemico durante il loro impiego.
Assente la componente di difesa punto (CIWS), anche se sul cielo dell'hangar è predisposta una piattaforma per imbarcare un sistema - ancora da scegliere - qualora se ne ravveda la necessità.
Voci non confermate riferiscono la possibilità di sostituire in futuro il cannone Otobreda 76/62 con il più prestante Otobreda 127/64 LW; tale operazione è tecnicamente fattibile, visto lo spazio a disposizione, e porterebbe le F85 ad avere una capacità "land attack" non dissimile dalle FREMM versione italiana e dalle fregate F-125 della Deutsche Marine.

## Conclusioni
Le cinque fregate F85 sono sicuramente navi allo stato dell'arte, con le quali la Marina Norvegese fa un salto generazionale rispetto alle precedenti unità Classe Oslo. Rimarchevole che anche la scelta di sostituire quattro unità di vecchia concezione con cinque unità più moderne e potenti, quando la tendenza generale nelle marine occidentali è quella di diminuire il numero di navi, ancorché dotandole di prestazioni superiori. Questa scelta non è stata priva di polemiche in Norvegia, dove si era posto l'accento anche sulle difficoltà della Marina di trovare un sufficiente numero di marinai per equipaggiare tutte le sue navi.
Le F85 risultano volutamente più piccole delle "sorelle maggiori" tipo F100, questo per la differente missione primaria: lotta antisommergibile (ASW) per le unità norvegesi, difesa aerea (AAW) per le spagnole. La scelta poi di non equipaggiare le navi con tutti i sistemi imbarcabili ha consentito di aumentare il numero di unità costruite senza far lievitare i costi, e al tempo stesso consentirà poi di equipaggiare le stesse con nuovi sistemi d'arma senza costi di trasformazione proibitivi.

## Unità
Le navi sono state chiamate con i nomi di famosi esploratori norvegesi: Fridtjof Nansen, Roald Amundsen, Otto Sverdrup, Helge Ingstad e Thor Heyerdahl.
| Distintivo ottico | Nome            | data ordine    | Impostazione     | Varo             | Entrata in servizio |
| ----------------- | --------------- | -------------- | ---------------- | ---------------- | ------------------- |
| F310              | Fridtjof Nansen | 23 giugno 2000 | 9 aprile 2003    | 3 giugno 2004    | 5 aprile 2006       |
| F311              | Roald Amundsen  | 23 giugno 2000 | 3 giugno 2004    | 25 maggio 2005   | 21 maggio 2007      |
| F312              | Otto Sverdrup   | 23 giugno 2000 | 25 maggio 2005   | 28 aprile 2006   | 30 aprile 2008      |
| F313              | Helge Ingstad † | 23 giugno 2000 | 28 aprile 2006   | 23 novembre 2007 | 29 settembre 2009   |
| F314              | Thor Heyerdahl  | 23 giugno 2000 | 23 novembre 2007 | 11 febbraio 2009 | 18 gennaio 2011     |

## Galleria d'immagini

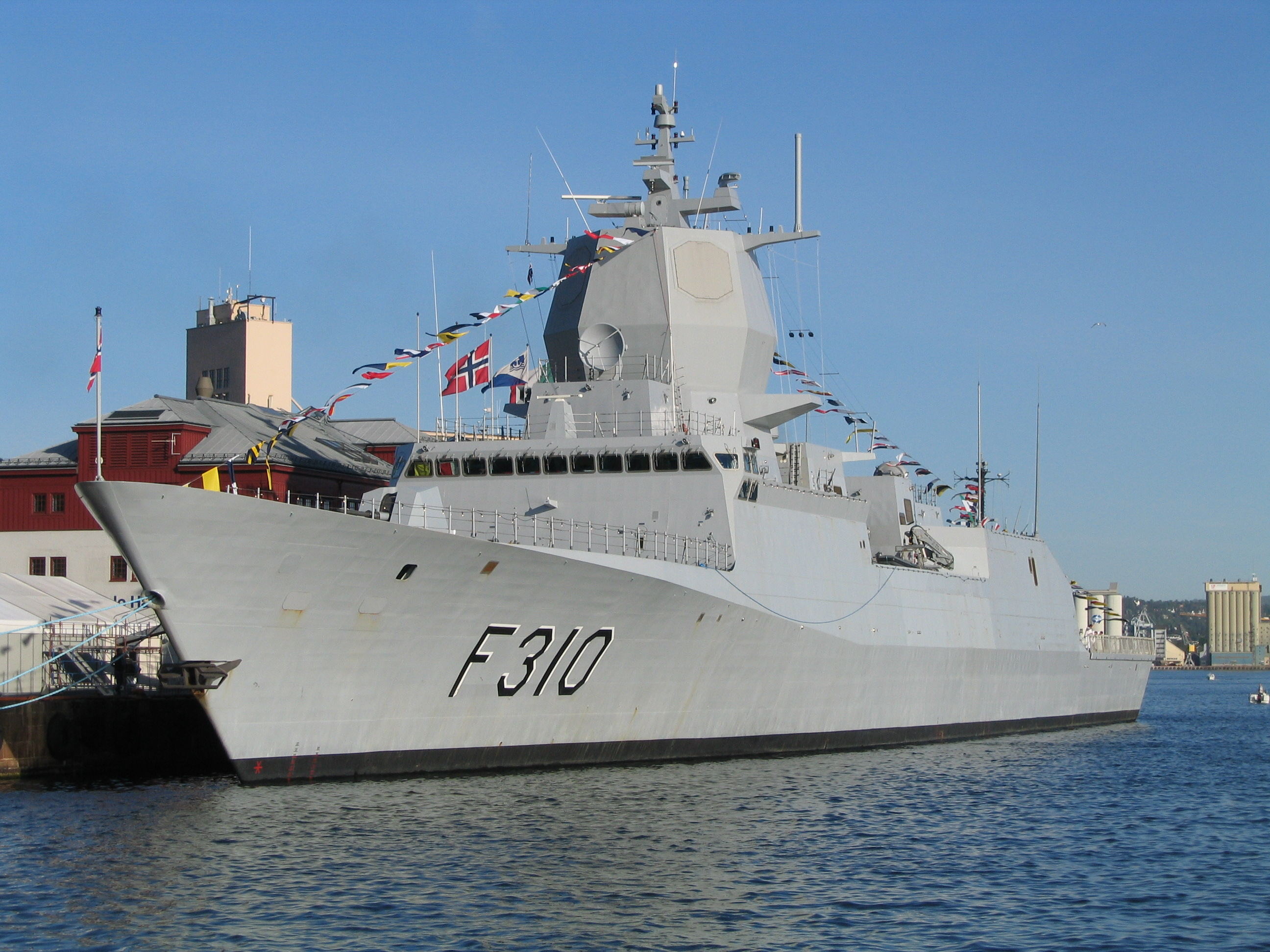
La capoclasse Fridtjof Nansen
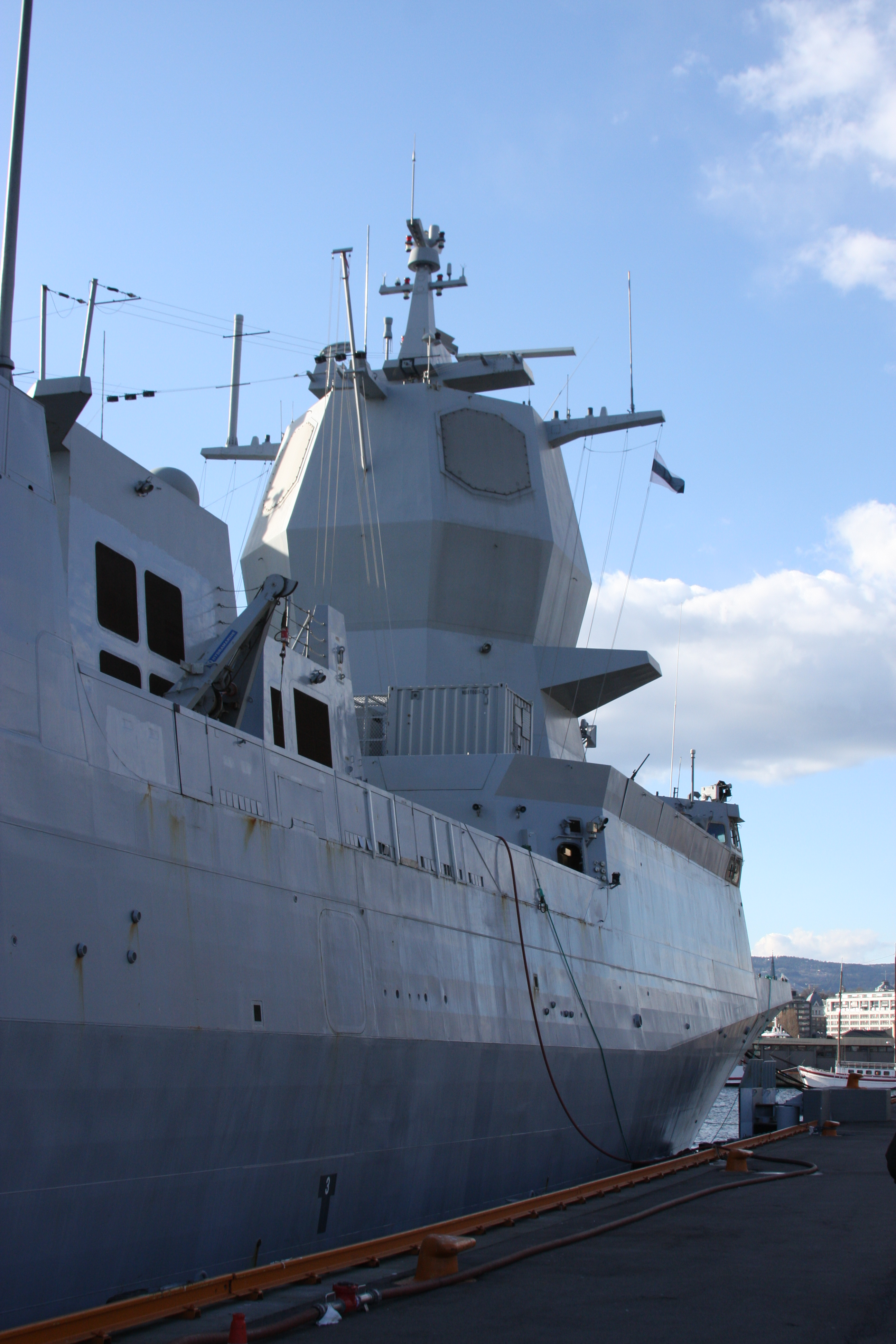
L'alberatura della Fridtjof Nansen, con ben in evidenza una faccia del radar SPY-1F.
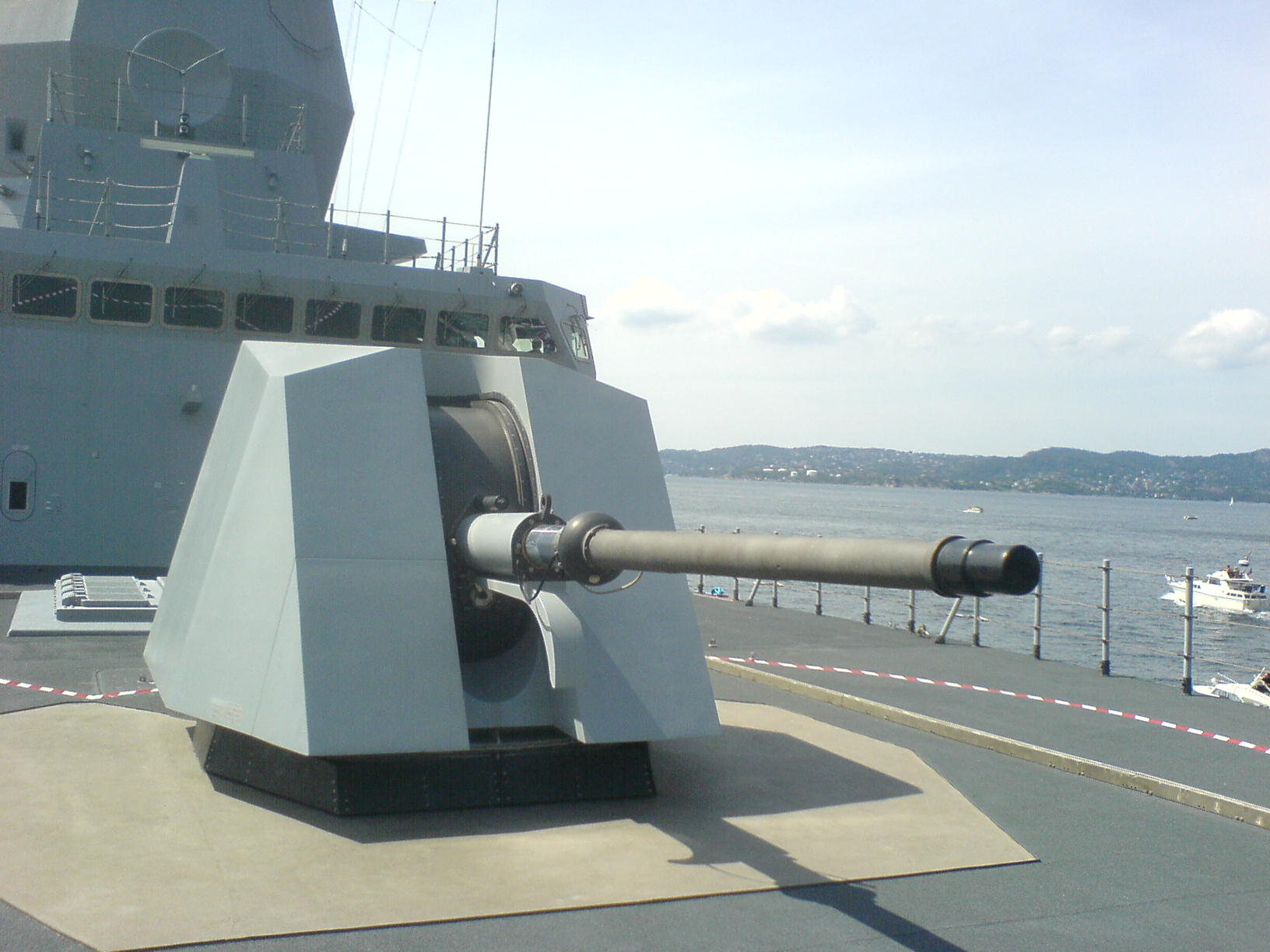
il cannone OTO Breda 76/62 Super Rapido con la cupola stealth.
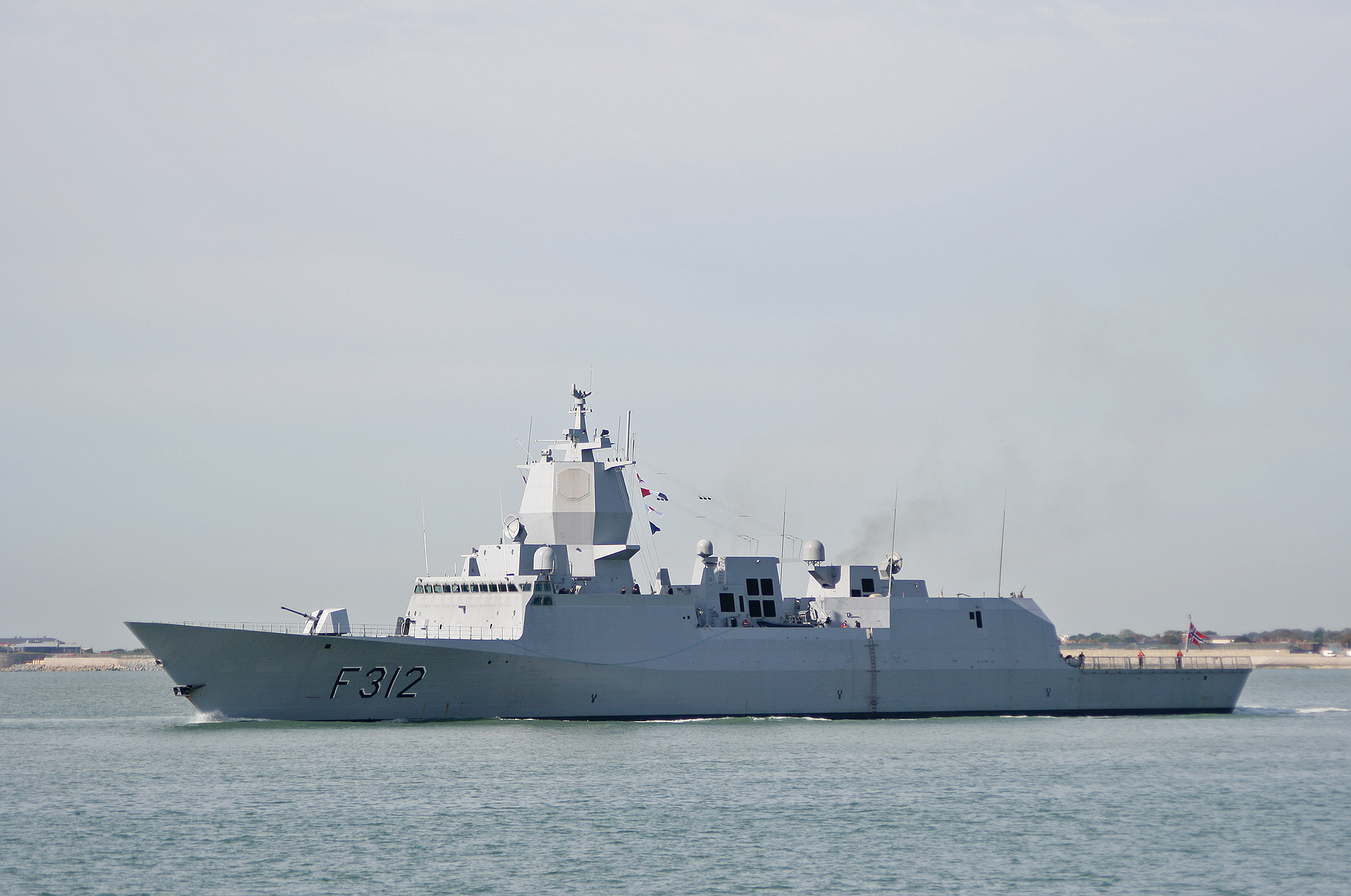
Otto Sverdrup esce dalla base inglese di Portsmouth Naval Base - 21 settembre 2009.
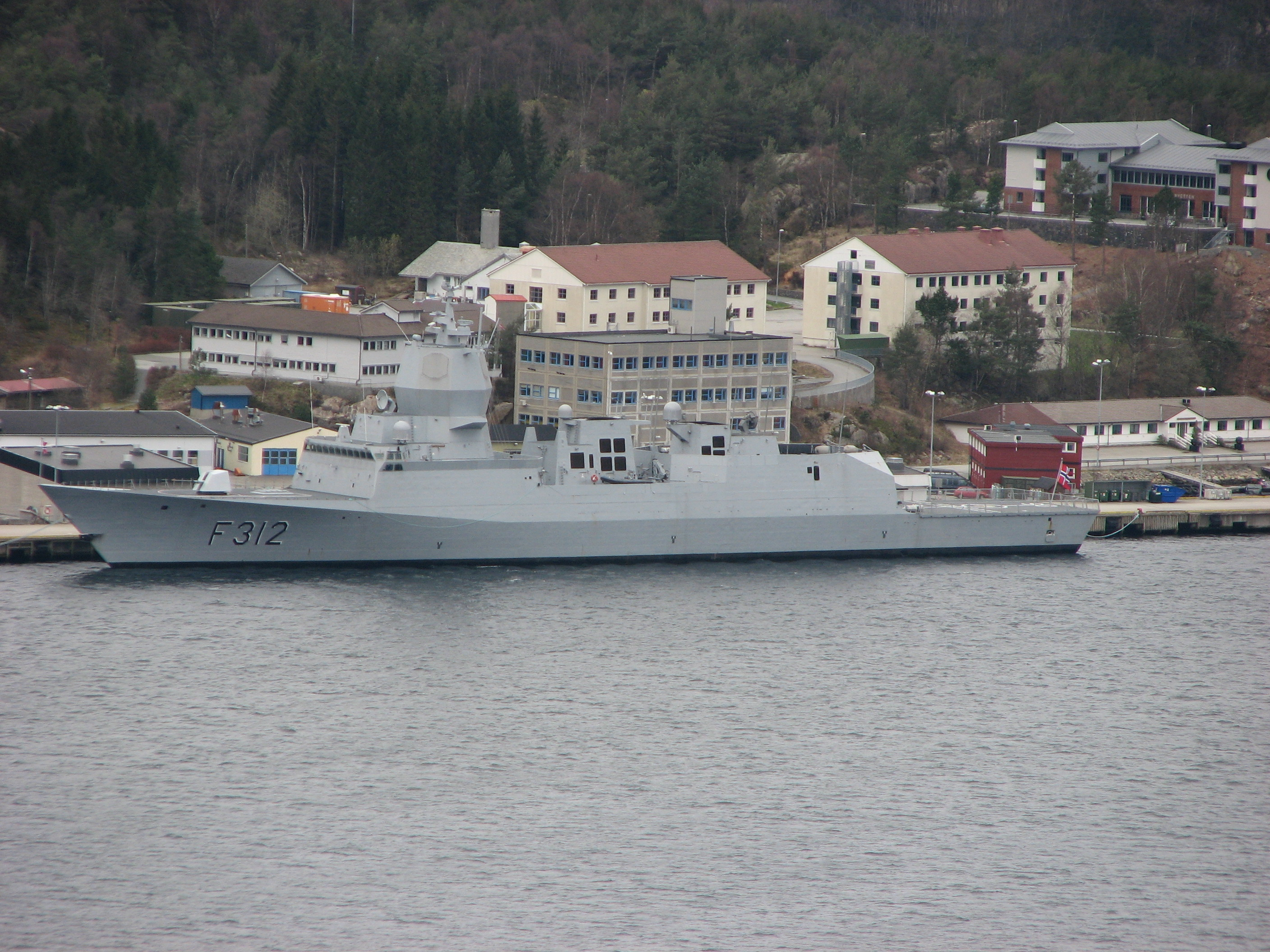
Nave Otto Sverdrup fotografata presso la base di Haakonsvern.
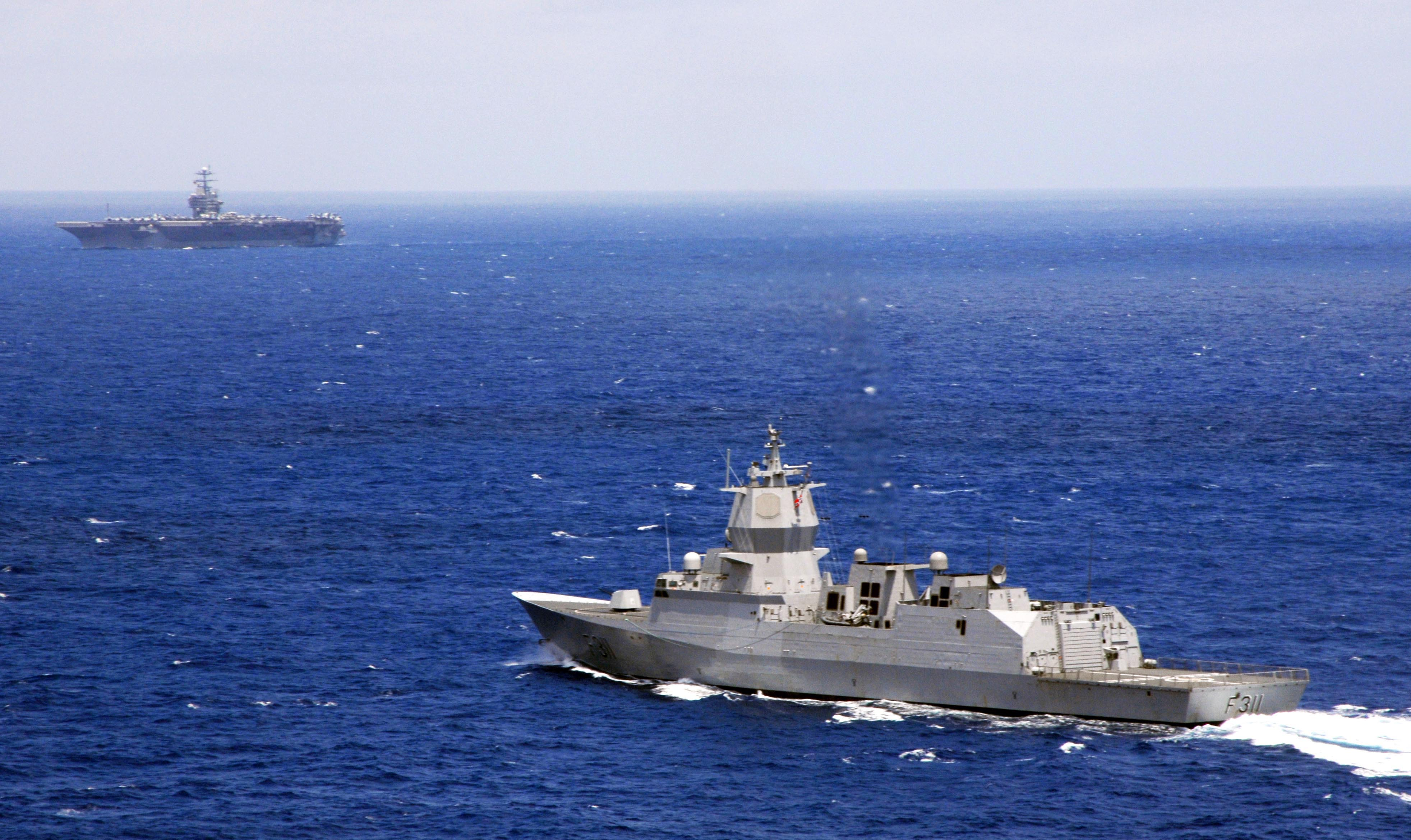
Nave Roald Amundsen fotografata di 3/4 di poppa.
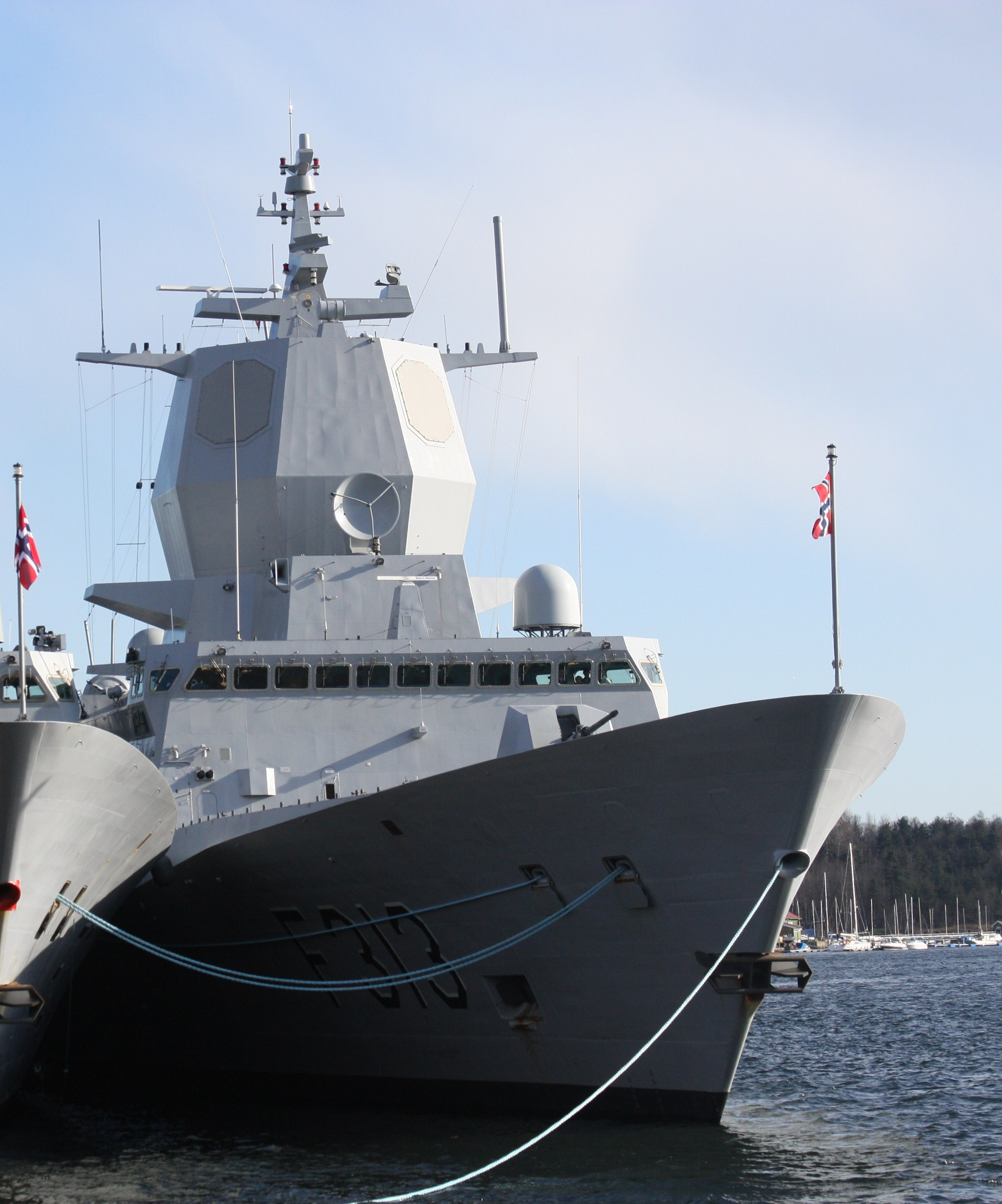
Helge Ingstad
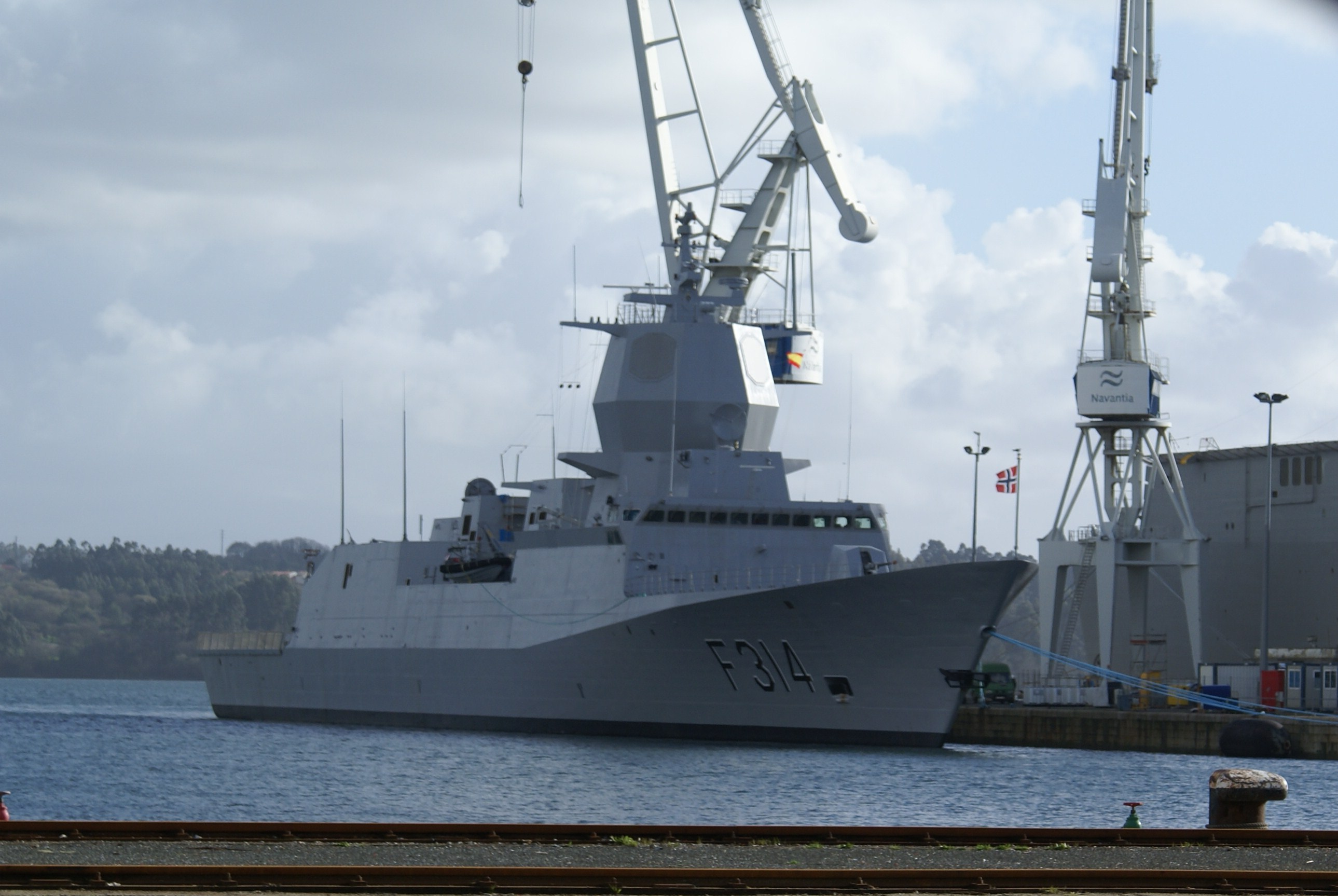
In questa immagine di nave Thor Heyerdahl è ben evidente il sensibile cavallino prodiero.